# Napier-Railton
El Napier-Railton es un automóvil británico propulsado por un motor aeronáutico, ideado para batir récords de velocidad.

## Historia
Construido en 1933 por Thomson & Taylor, fue diseñado por Reid Railton por encargo del piloto John Cobb, que al volante de este coche batió distintos récords asociados a la pista de carreras de Brooklands, donde conserva el récord de la vuelta más rápida con un registro de (143,44 millas por hora (230,84 km/h)) establecido en 1935. Esta marca se mantiene a perpetuidad, ya que el circuito fue ocupado con fines militares durante la Segunda Guerra Mundial, y nunca ha vuelto a ser usado como pista de carreras nuevamente.
Entre 1933 y 1937, el Napier-Railton batió 47 récords mundiales de velocidad en Brooklands, Montlhéry y el salar de Bonneville en Utah.
El automóvil está propulsado por la versión de alta compresión (6.1:1) (de acuerdo con las especificaciones de la RAF) del Napier Lion de aspiración natural, un W12 de 23,944 litros de capacidad, que rinde 580 caballos a 2585 revoluciones por minuto (registrado a 5000 pies de altura; a nivel del mar el rendimiento puede ser diferente). Los 12 cilindros están distribuidos en tres bancadas de cuatro cilindros cada una (configuración de flecha ancha), por lo tanto, el sistema de escape triple, y el motor tiene características aeronáuticas estándar tales como encendido dual (tipo magneto). La caja de cambios no sincronizada (caracterizada por los horribles ruidos causados por un accionamiento incorrecto) tiene 3 relaciones. El tanque de combustible, ubicado en la cola del carenaje, detrás del conductor, tiene una capacidad de 65 galones y el consumo de combustible era de aproximadamente 5 millas por galón. Aunque era capaz de alcanzar 168 millas por hora (270,4 km/h), el automóvil solo cuenta con frenos en las ruedas traseras.
Entre los propietarios de posguerra del automóvil figuran Patrick Lindsay y Victor Gauntlett. Finalmente fue comprado por el Museo de Brooklands alrededor de 1997 con el apoyo del Fondo de Lotería del Reino Unido y otros donantes. Se mantiene en pleno funcionamiento y normalmente se exhibe en uno de los cobertizos de automovilismo de los años treinta del museo. El automóvil se conduce regularmente y por lo general está presente en la reunión de la carrera del Goodwood Revival cada mes de septiembre.

## Galería de imágenes

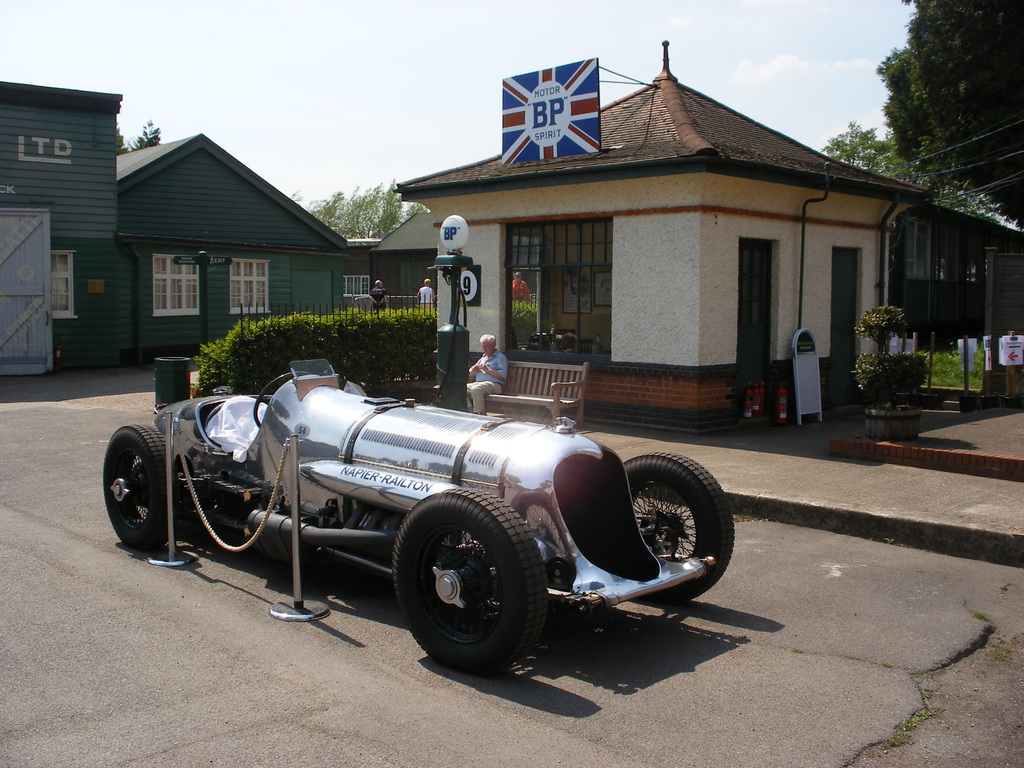
El Napier-Railton en Brooklands
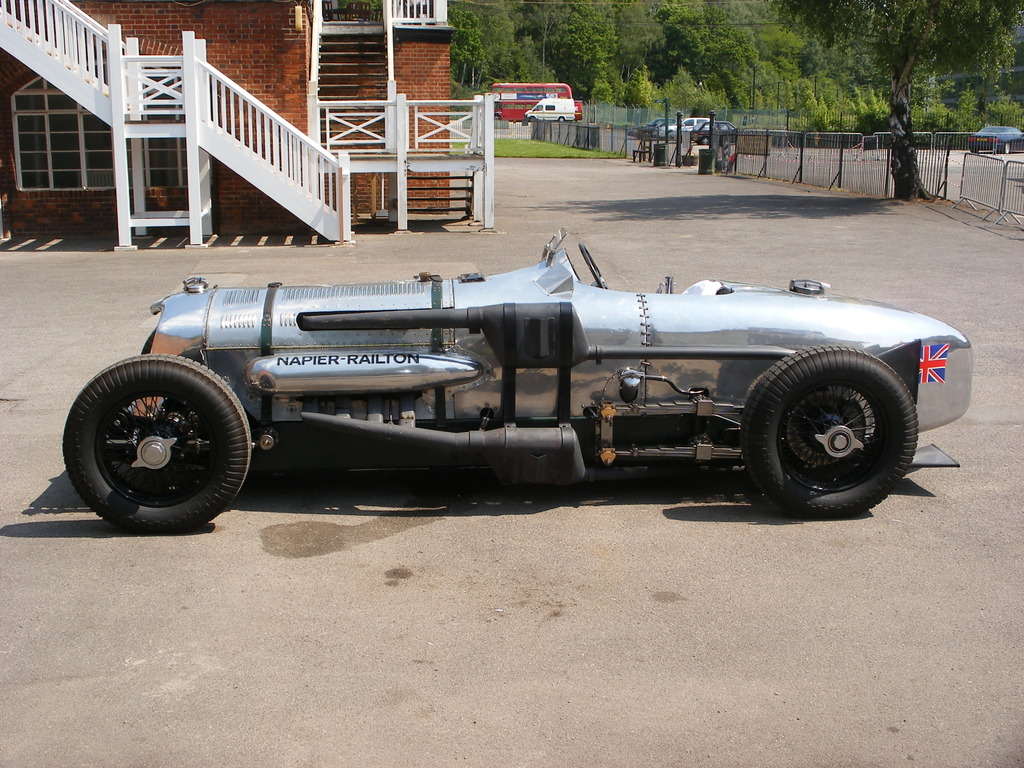
El Napier-Railton en Brooklands
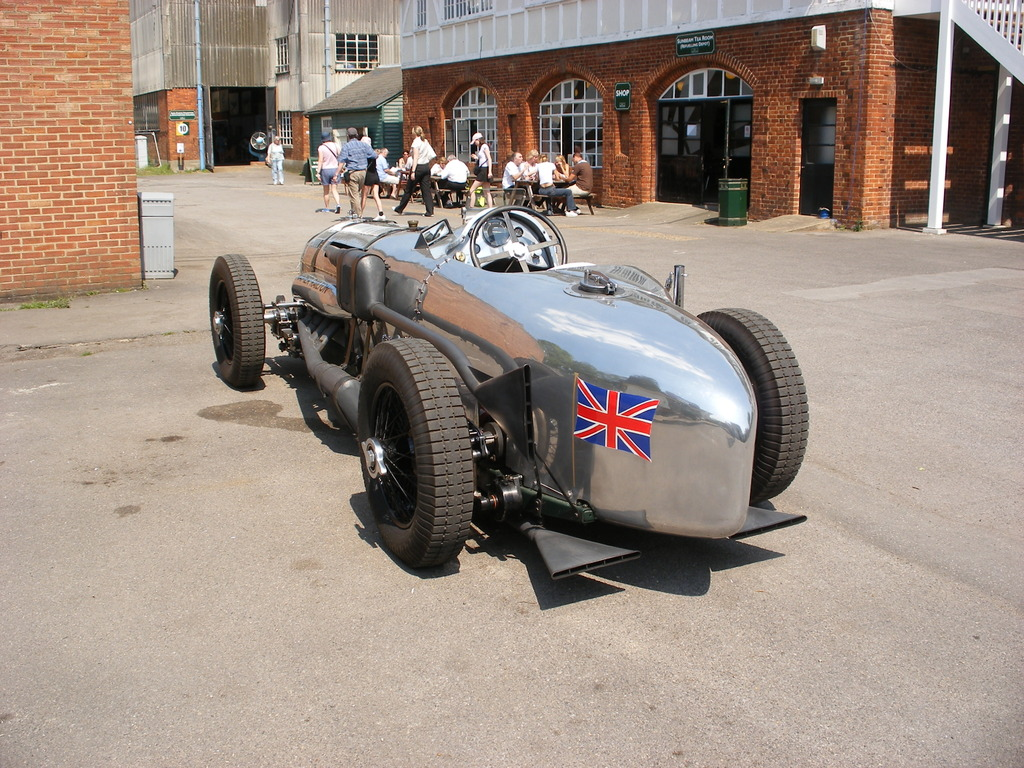
El Napier-Railton en Brooklands

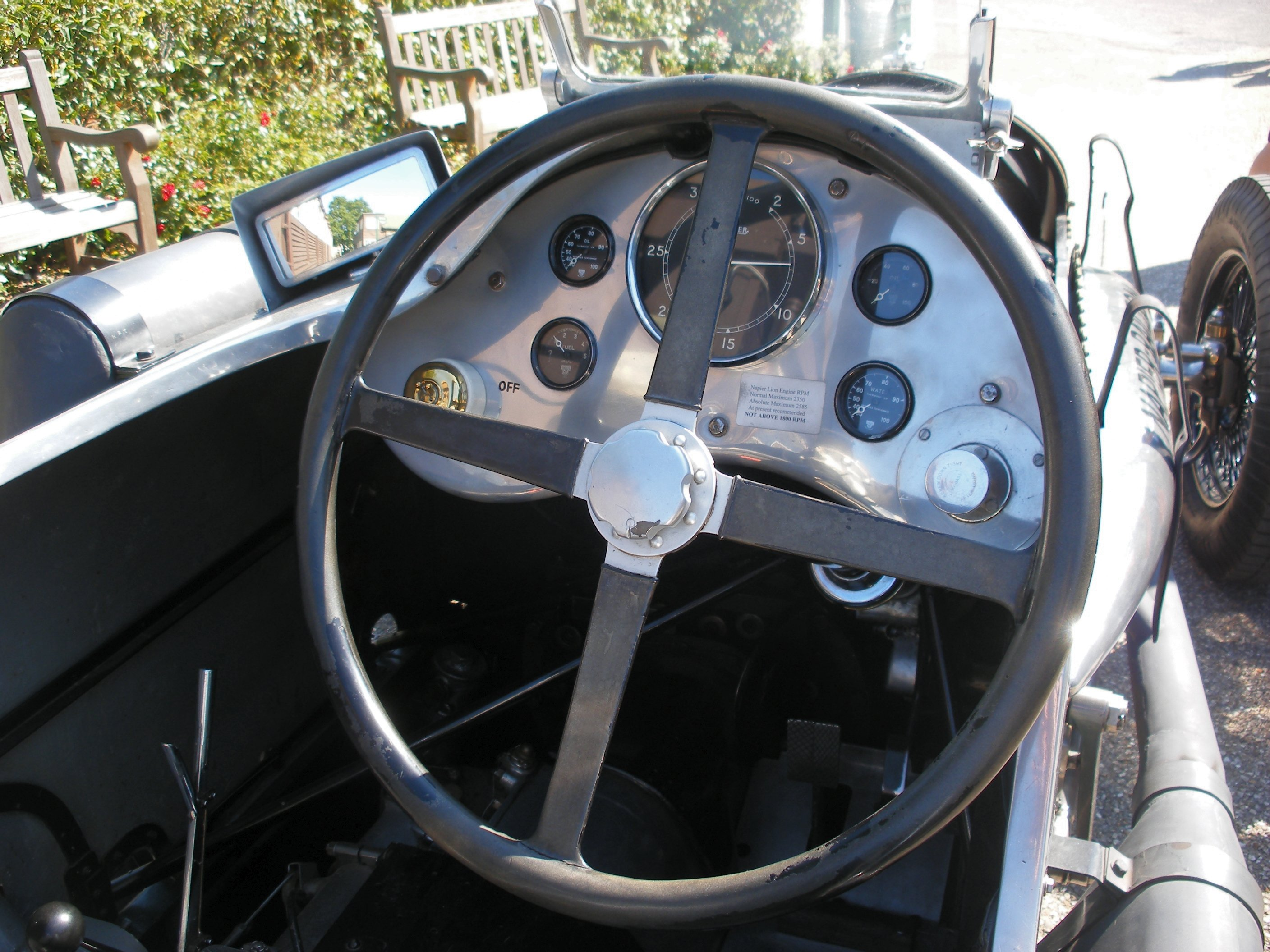
Cabina e instrumentos
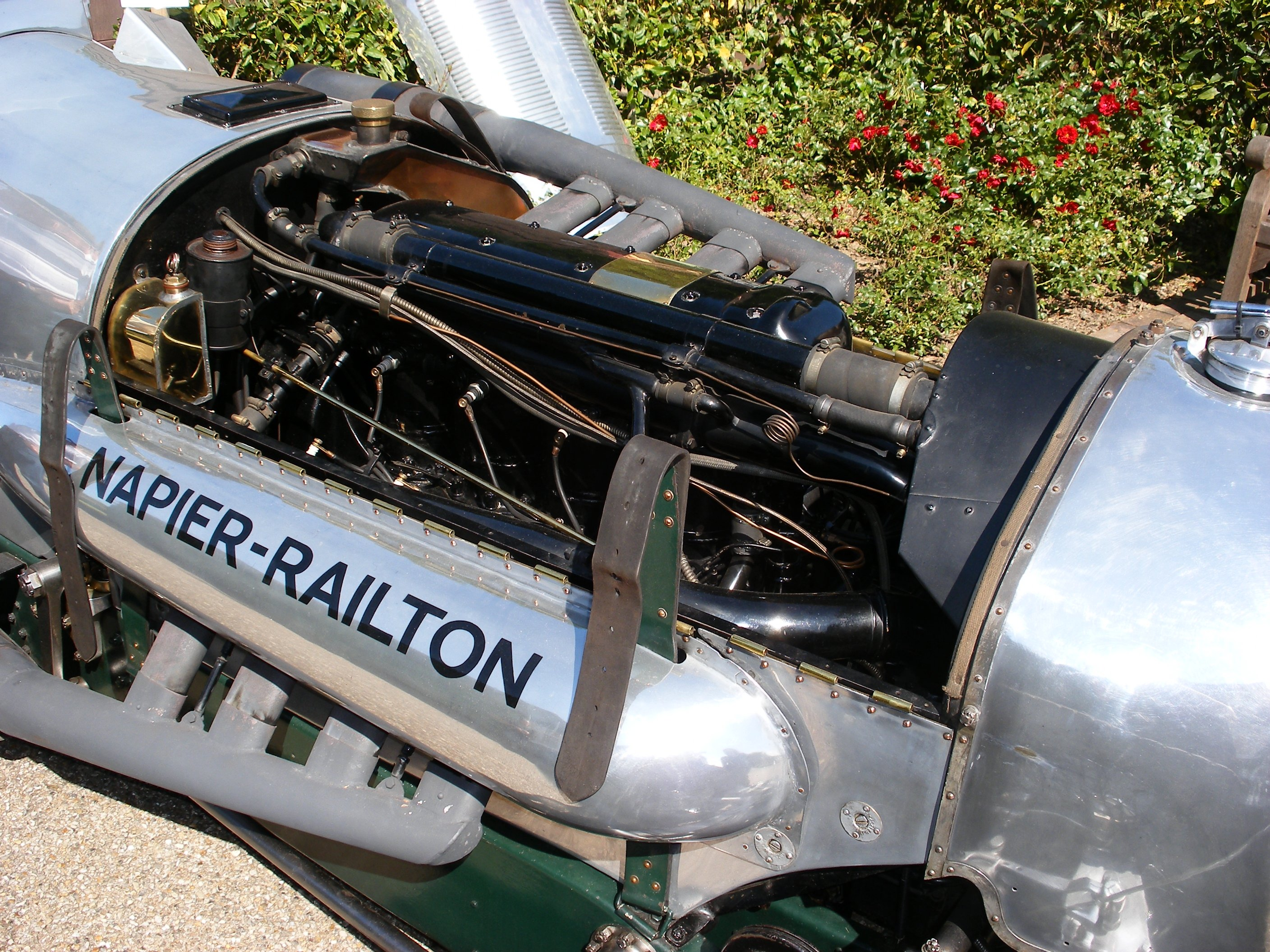
El motor Napier Lion
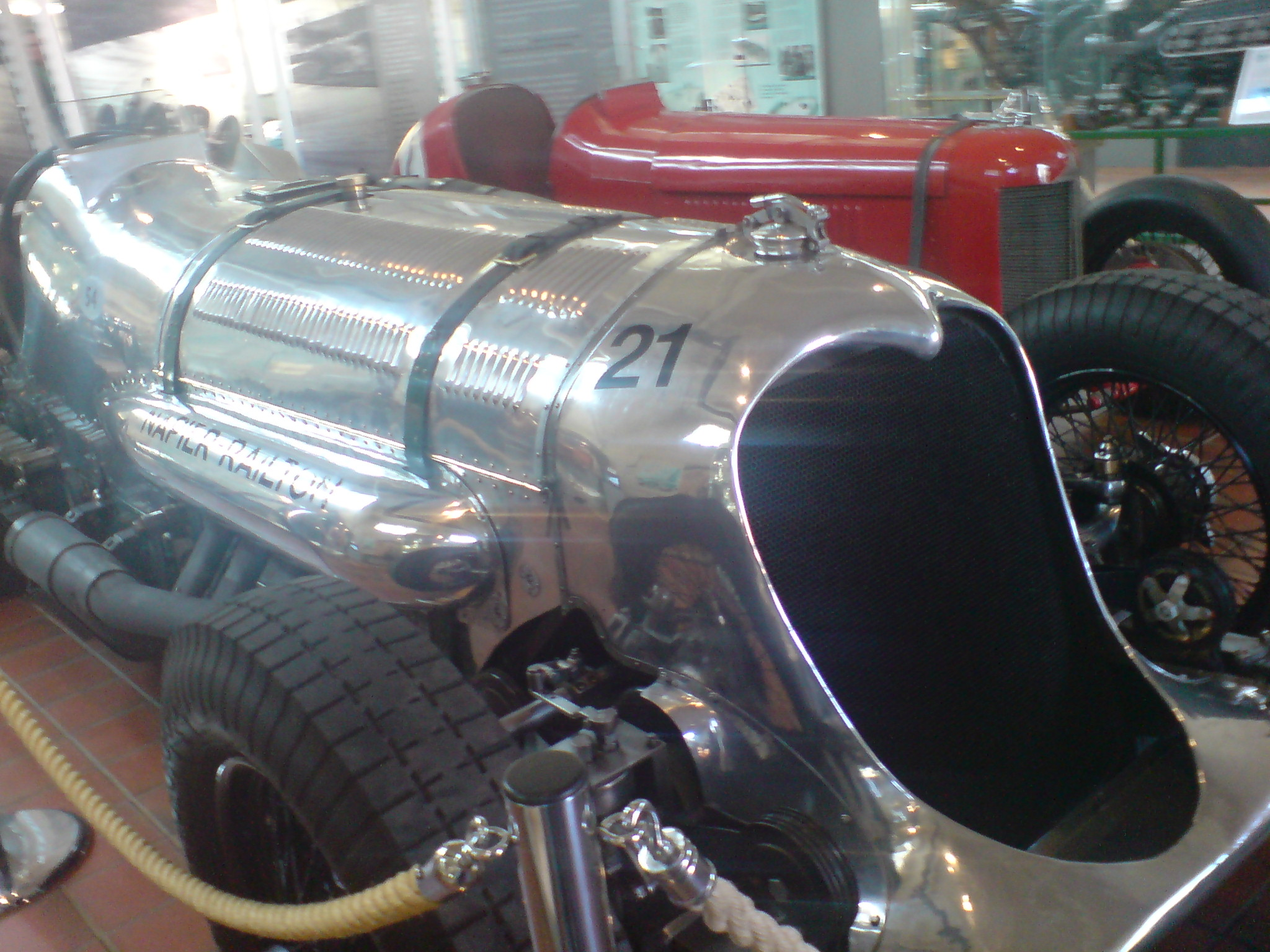
El Napier-Railton en Brooklands

## Lecturas relacionadas
- Boddy, William (1966). The 1933 24-litre Napier-Railton. No. 28, Profile cars. Profile Publications.